# دارة عزة
دارة عزة (به عربی: دارة عزة) یک منطقهٔ مسکونی در سوریه است که در منطقه جبل سمعان واقع شده‌است.

## خصوصیات
دارة عزة ۱۳٬۵۲۵ نفر جمعیت دارد.